# Skovsgård
Skovsgård is een plaats in de Deense regio Noord-Jutland, gemeente Jammerbugt. De plaats telt 875 inwoners (2008). Het dorp ligt direct ten zuiden van weg 11, de hoofdweg die vanaf de Duitse grens langs de west- en noordkust loopt, en eindigt in Nørresundby.